# 军校

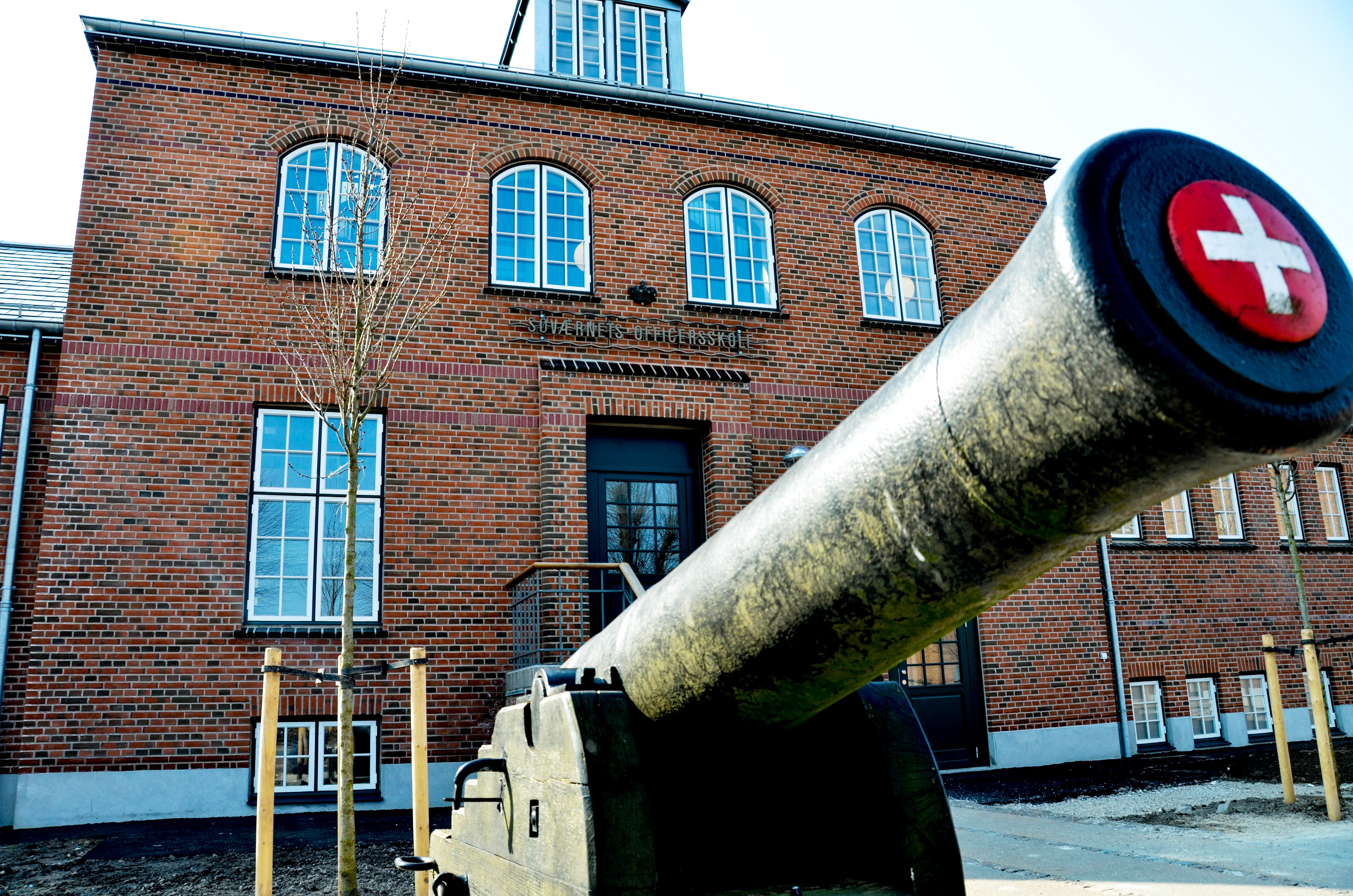
丹麥皇家海軍學院，現存最古老的軍官學校

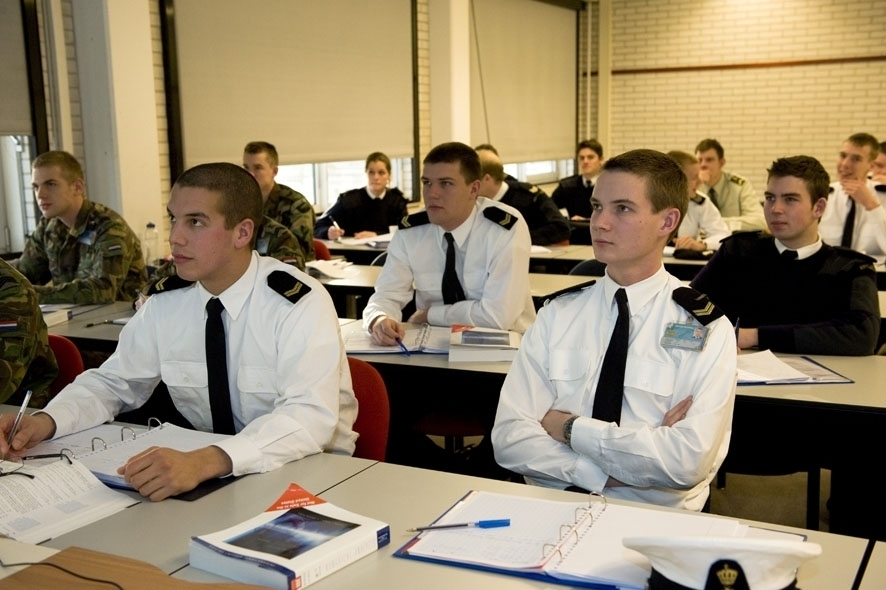
荷蘭皇家海軍學院學生

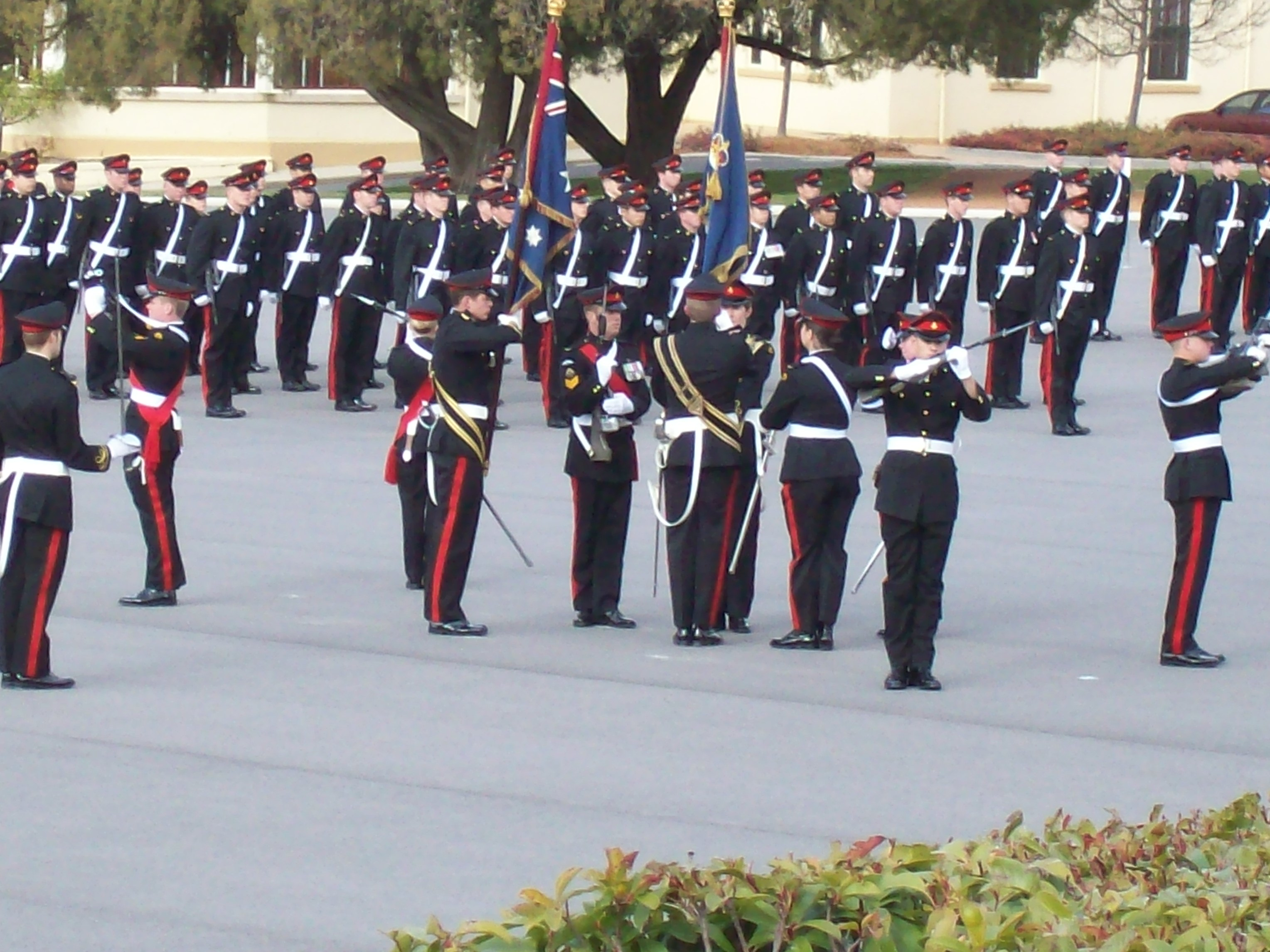
鄧特倫皇家軍事學院的畢業遊行

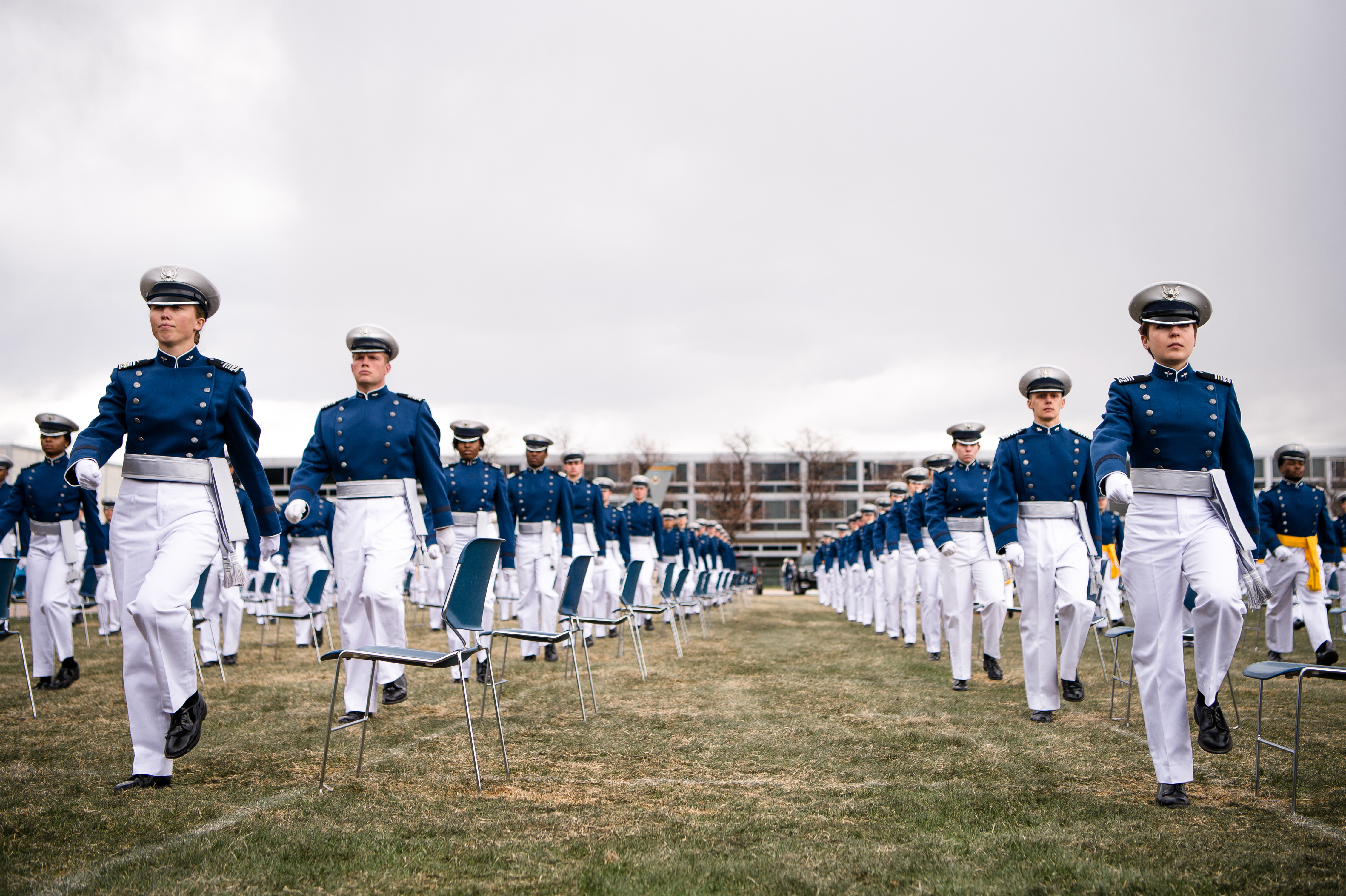
美國空軍學院的2020年畢業生，他們是美國太空軍第一批軍官

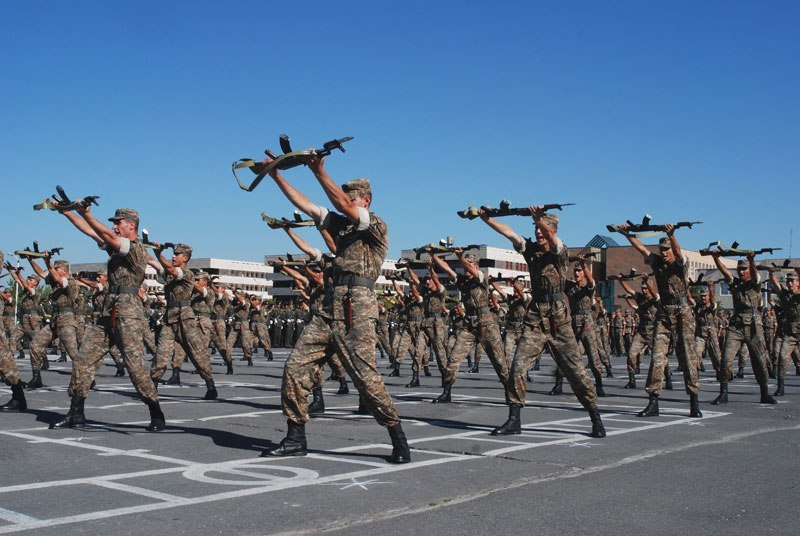
2013年在瓦斯根·薩格森軍事大學的亞美尼亞士兵

军事学校、军事学院，简称军校，是专门为军队培养军人的院校。军校的学生源於普通学生或军队裡的士兵及幹部，毕业後於军队服役。学生於军校中参加专业知识的学习及军事训练，並受军事化管理。

## 历史
英格蘭桑德赫斯特皇家軍事學院於1801年由約翰·勒·馬肯（John Le Marchant）創立，並在國會撥款30,000英鎊在海威科姆和大馬洛建立了軍官學校。原來的兩個部門後來合併，搬到桑德赫斯特。
到本世紀初，在拿破崙戰爭的推動下以及歐洲軍隊隨後遭受的壓力之下，大多數戰鬥國家都建立了軍事學院，專門訓練軍隊的軍官。這些軍事學校有兩個職能：在現役參謀長的職能中為在職人員提供指導，以及在他們獲得軍官任命之前為青少年提供教育。
在美國，位於紐約西點的美國軍事學院（USMA）成立於1802年3月16日，是美國五個軍事學院之一。美墨戰爭（1846-1848）之後，西點（West Point）崛起。著名的校友包括宇航員巴茲·奧爾德林，美國總統尤利塞斯·S·格蘭特和艾森豪威爾，和幾個美國和同盟將領如威廉·特庫姆塞·舍曼，羅伯特·李，阻礙傑克遜，約翰·潘興，麥克阿瑟和喬治·S.巴頓。
中国最早的军校可能始於北宋的武学。清朝末年设立北洋陸軍講武堂、东北陆军讲武堂和云南陆军讲武堂，是中国三大讲武堂。

## 學校種類
军校大致可分为三种类型：一种是授予相当于预备学历的机构；一种是授予大学本科层次学位（如学士学位）的高等教育机构；还有一种是专门为军种培养预备军官的学院。
一所军校并不一定仅针对单一军种。例如，2020年美國太空軍首批86名少尉就毕业于美國空軍學院。此外，一些军校的课程设计可能不仅限于军事领域，还会培训其他部门的人员，如消防員、警察等。学校管理的严格程度以及教学重点的不同，也可能对各军种的人才流向和发展方向产生影响。

## 各地軍校
军事学校因各地需求和军事传统而风格各异。例如，美国的军校体系高度发达，包含陆军、海军、空军等多种类别。著名的美国军事学院（西点）以培养陆军军官为主，课程涵盖工程、科学和军事领导力；美国海军学院和空军学院则分别专注于海军和航空航天领域。中国的军校以其全面的军事教育体系闻名，包括国防科技大学、陆军工程大学、海军工程大学等，涵盖从指挥、工程到信息化领域的多层次教育。俄罗斯伏龙芝军事学院和加加林空军学院则以高程度的战术研究和指挥人才培养著称。
此外，其他国家也拥有特色鲜明的军事教育机构。英国的桑德赫斯特皇家军事学院以其传统与国际化声誉闻名，吸引了许多国际学员；法国的圣西尔军事学院强调军事理论与实践结合；日本防卫大学校致力于培养自卫队的高级指挥官；澳大利亚、印度、以色列等国家的军校则根据本国的安全需求和军事战略，提供多样化的军事培训。

## 授予軍階
畢業後在授予軍事工作前，會依照各國不同給予准尉等軍階，正式工作授予時會依照各國不同並依照其軍校表現及條件授予少尉乃至上尉的軍階，但到了上校以上會由定年晉升改為以在軍中表現來晉升。另外有軍事色彩的准军事组织也可能授予類似於軍階的階級章。

## 延伸閱讀
- Cadet, Linton Hall, Linton Hall Military School Memories: One cadet's memoir, Scrounge Press, 2014.  ISBN 9781495931963 Memoir of cadet who attended a military school for boys ages 6 to 16.

## 外部連結
- Memories and discussion of military school for elementary and junior high school boys.
- Another site with memories and discussion of the same school.